# Tmethis afghanus
Tmethis afghanus är en insektsart som beskrevs av Boris Petrovich Uvarov 1940. Tmethis afghanus ingår i släktet Tmethis och familjen Pamphagidae. Inga underarter finns listade i Catalogue of Life.